# Високе (Крупський район)
Високе (біл. вёска Высокае) — село в складі Крупського району Мінської області, Білорусь. Село підпорядковане Костричницькій сільській раді, розташоване в східній частині області.